# Nigel Benn
Nigel Benn (Ilford, 22 gennaio 1964) è un ex pugile britannico, vincitore del titolo mondiale WBO nella categoria medi nel 1990 e detentore del titolo WBC nella categoria supermedi dal 1992 al 1996, dopo averlo strappato all'italiano Mauro Galvano. 
Soprannominato "The Dark Destroyer" (in italiano "il Distruttore Nero"), è stato una figura di spicco nella boxe degli anni '90. La rivista Ring Magazine lo ha classificato al 91º posto in un proprio elenco dei primi 100 picchiatori di ogni epoca.

## Biografia

### Inizi
Benn nasce a Ilford, un distretto della Grande Londra, sesto di sette figli di una famiglia originaria delle Barbados. Dopo aver studiato alla Loxford School of Science and Technology, presta servizio per più di quattro anni nel 1º battaglione del Royal Regiment of Fusiliers. Sotto le armi si avvicina al pugilato, rimanendo imbattuto tra i pesi welter del suo battaglione dal 1982 al 1984. Nel 1986 è campione britannico dilettanti. Conclude la sua carriera dilettantistica con 41 vittorie e una sola sconfitta.

### Carriera da professionista
Passa professionista nel 1987 e, grazie a una striscia iniziale di vittorie prima del limite, scala le classifiche. Il 20 aprile 1988 conquista il titolo vacante dei pesi medi del Commonwealth battendo Abdul Umaru, all'Alexandra Pavilion, in soli due round. Dopo 22 match, tutti vinti prima del limite, Benn perde titolo del Commonwealth contro Michael Watson al Finsbury Park di Londra, nel maggio 1989. Al sesto round è per la prima volta contato. Successivamente combatte per la prima volta all'estero, ad Atlantic City, battendo ai punti in dieci riprese Jorge Amparo.
Dopo aver battuto Sanderline Williams e José Quinones, Benn è designato sfidante del titolo mondiale WBO dei pesi medi in possesso dello statunitense Doug DeWitt, ad Atlantic City. È prima atterrato nel secondo round, ma poi riesce a metter al tappeto DeWitt una prima volta nel terzo round, e per tre volte nell'ottavo, così da ottenere vittoria e titolo per knock-out tecnico.
Difende per la prima volta il titolo nell'agosto 1990 contro l'ex campione mondiale WBC Iran Barkley, che batte per Kot, dopo averlo atterrato tre volte al primo round. Il 18 novembre 1990 a Birmingham, è costretto a consegnare la cintura mondiale nei guantoni del connazionale Chris Eubank, per arresto del combattimento al nono round.
Dopo altre sei vittorie consecutive, Benn passa di categoria e, il 3 ottobre 1992, sfida il romano Mauro Galvano, per la  cintura mondiale WBC dei pesi supermedi. Conquista il titolo mondiale al Palaghiaccio di Marino per ferita nell'intervallo tra la terza e la quarta ripresa. Vano risulta il tentativo del campione uscente di accusare di scorrettezza il britannico (colpo sferrato con l'interno del guantone) per pretendere un verdetto di no contest che gli avrebbe consentito di conservare il titolo.
Benn difende vittoriosamente il titolo contro il connazionale Nicky Piper. Poi è costretto a concedere la rivincita a Mauro Galvano, il 6 marzo 1993, nel ring a lui casalingo di Glasgow. Batte nuovamente l'italiano ma soltanto per decisione finale, con un margine compreso tra i cinque e i sei punti.
Dopo aver battuto Lou Gent, con titolo in palio, Benn affronta nuovamente Chris Eubank, ora campione mondiale WBO dei supermedi, il 9 ottobre 1993, in un incontro di unificazione dei titoli WBC e WBO. L'incontro si conclude in pareggio, con entrambi i combattenti che mantengono i rispettivi titoli. Nel 1994  Benn difende la cintura altre due volte, vincendo ai punti con decisione unanime su Henry Wharton e Juan Carlos Giménez Ferreyra.
Nel febbraio 1995, mette in palio il titolo contro il campione WBC dei pesi medi Gerald McClellan, imbattuto da 21 match. Questi affronta Benn dopo aver vinto gli ultimi 14 incontri per KO, di cui tredici nelle prime tre riprese e senza aver mai combattuto precedentemente oltre l'ottavo round. Il primo round è disastroso per il detentore che viene subito contato. Rialzatosi, il combattimento diventa brutale. Tra il quarto e il sesto round Benn prende il sopravvento, con McClellan in difficoltà per mantenere il paradenti.  Lo sfidante si rifà vincendo il settimo round e poi mettendo nuovamente al tappeto il detentore all'ottavo. A questo punto, però, McClellan è esausto. Va a terra due volte nel decimo round e, quindi, l'arbitro interrompe il match, attribuendo la vittoria a Nigel Benn. McClellan è portato d'urgenza in ospedale dove gli viene individuato un coagulo di sangue nel cervello. Ad oggi McClellan soffre di gravi problemi di memoria a breve termine, è quasi completamente cieco, parzialmente sordo e usa una sedia a rotelle. Nel 1996, la rivista Ring Magazine ha incluso questo match al 42º posto nella lista dei 100 più grandi combattimenti di tutti i tempi. 
Dopo tale brutale combattimento, Benn difende altre due volte il titolo con successo, battendo il futuro campione del mondo WBC Vincenzo Nardiello per Kot in otto riprese e poi lo statunitense Danny Perez. Perde infine il titolo nel 1996 a Newcastle contro il sudafricano Thulani Malinga - che già aveva sconfitto in passato - con una contrastata decisione ai punti. Tenta ancora due volte di riprendersi la cintura contro l'irlandese Steve Collins, a Manchester, ma senza successo. Alla fine del 1996 abbandona il pugilato agonistico.